# 亚美尼亚儿童慈善基金会
亞美尼亞兒童慈善基金會（简称COAF/ՔՈԱՖ），是一個非營利、非政府組織。總部設在亞美尼亞和美國，致力於發展以兒童為中心的亞美尼亞農村。據該基金會稱，他們已經為亞美尼亞11個州中6個州的64個農村社區的107,000多名受益者提供了服務。
COAF成立於2004年，當時商人Garo Armen訪問了亞美尼亞Armavir地區的卡拉克特(Karakert)村，目睹了農村居民所面臨的被忽視情況。因此，COAF是為了通過“教育、 醫療、兒童和家庭服務以及經濟發展計畫”減少亞美尼亞農村的貧困。
COAF宣布的使命是“通过COAF SMART計劃向兒童和成人提供資源，通過創新推動農村社區發展”。該基金會倡導建立一个所有兒童、青年及其家庭都有機會和資源實現其潛力，並為周圍世界的進步作出貢獻的亞美尼亞。
2015年，COAF開始制定COAF SMART計劃，以解決亞美尼亞農村的系統性差距。  該組織強調，COAF SMART倡议旨在通過集中方式增加全面教育、技術和機會，從而推動農村社區的發展。為此，一個技術含量高的教育中心，COAF SMART中心在亞美尼亞的洛里州建立。它向周圍的農村人口開放， 在SMART公民課程框架内為3歲以上的兒童提供課外活動。
該組織將 SMART 中心視為農村發展的典範和整整一代人觀念轉變的開端。自從在洛里開設第一個校區以來，COAF 的目標是在亞美尼亞的每個地區建立一個 SMART 中心。
該組織符合 GuideStar、 Better Business Bureau和Charity Navigator.等國際慈善評估組織的標準。

## 历史
COAF由美籍亚美尼亚商人兼科学家Garo Armen创立，他出生于土耳其伊斯坦布尔，17岁移居美国。Armen拥有物理化学博士学位，自从他的母亲因癌症去世后，Armen 一直在努力寻找癌症治疗的新方法。这一悲剧促使他创立Agenus，一家专注于免疫疗法的生物技术公司。   
Garo Armen因其在亚美尼亚的人道主义努力而获得了埃利斯岛荣誉勋章。他曾被亚美尼亚总统 授予 Mkhitar Heratsi 勋章。他还获得了阿尔马维尔州长颁发的金奖，以表彰他在该地区的投资。此外，他还被亚美尼亚总理授予荣誉勋章。
据Armen说，他在2000年参加亚美尼亚的各种项目，包括为学校、孤儿院和阿尔扎赫的一个排雷项目提供财政援助。 成立COAF的想法来自于2003年的一次亚美尼亚村庄之旅，当时Armen和一群亚美尼亚侨民访问了亞馬維爾州最贫困的村庄之一，卡拉克特（Karakert）。对于Armen 来说，得知村民没有饮用水而被迫从最近的城市购买是COAF 成立的决定性因素。
COAF 的工作从通过必要的基础设施改进来解决缺水、供暖系统和卫生设施的问题开始。 2004 年，随着该组织的第一笔捐款，COAF 开始对卡拉克特学校进行翻新。
后来，COAF 开始实施基于社区的方法来解决当地人提出的问题。根据研究成果，该组织优先考虑四个发展领域：教育、医疗、儿童和家庭服务以及经济。COAF强调，在进行这些努力的同时，还要不断改善基础设施。
在2005年完成了卡拉克特幼儿园、医疗站和社区中心的翻新后，阿尔马维尔地区的附近村庄开始加入 COAF 的计划。因此，COAF 将其覆盖范围扩大到 阿尔马维尔的 18 个村庄，实施社区参与计划并在学校引入健康生活方式课程、课外活动、心理辅导、专业培训课程以及 COAF 专家的监督。
成立 10 年后，该组织于 2014 年宣布将更多村庄纳入其网络。 为此，COAF 于 2018 年 5 月在洛里的 德贝特(Debet) 开设了第一个 COAF SMART 中心。 COAF SMART 中心是一个区域教育中心，旨在将更多村民与 COAF 提供的项目和机会联系起来，并通过举办整个组织范围内的活动将不同地区聚集在一起。它通过技术先进的教室和实验室为儿童及其家庭提供广泛的资源。该组织称，通过提供村庄之间往返村交通来确保进入所有社区。
COAF SMART中心提供的课外计划 是SMART公民课程的一部分。这个名字强调了 COAF 的既定使命，即培养能够为社区和周围世界的进步做出贡献的SMART公民。协作教育，包括基于项目和基于行动的认知、情感和心理运动领域的学习，这在 COAF 的 SMART 公民课程中占据中心位置。
超出其职责范围，该组织在阿尔扎赫发生为期4天的冲突后，在阿尔扎赫发起人道主义使命，开展急救方案和心理支持，以及举办夏令营。
据目前的声明，COAF 在亚美尼亚的六个地区开展业务，自 2004 年以来已在农村发展项目上投资超过 5000万美元。

## 照片

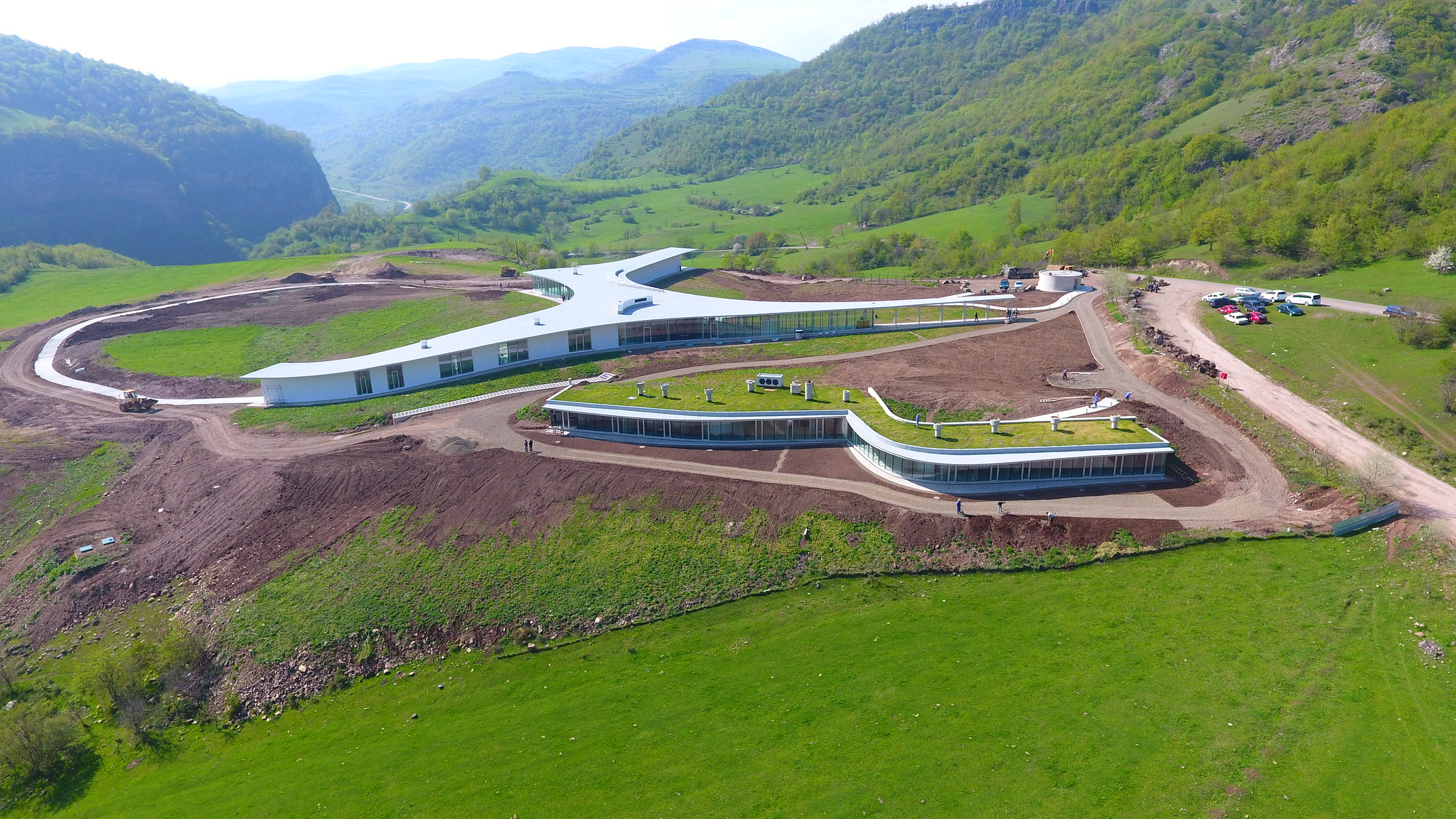
COAF SMART中心和COAF概念酒店
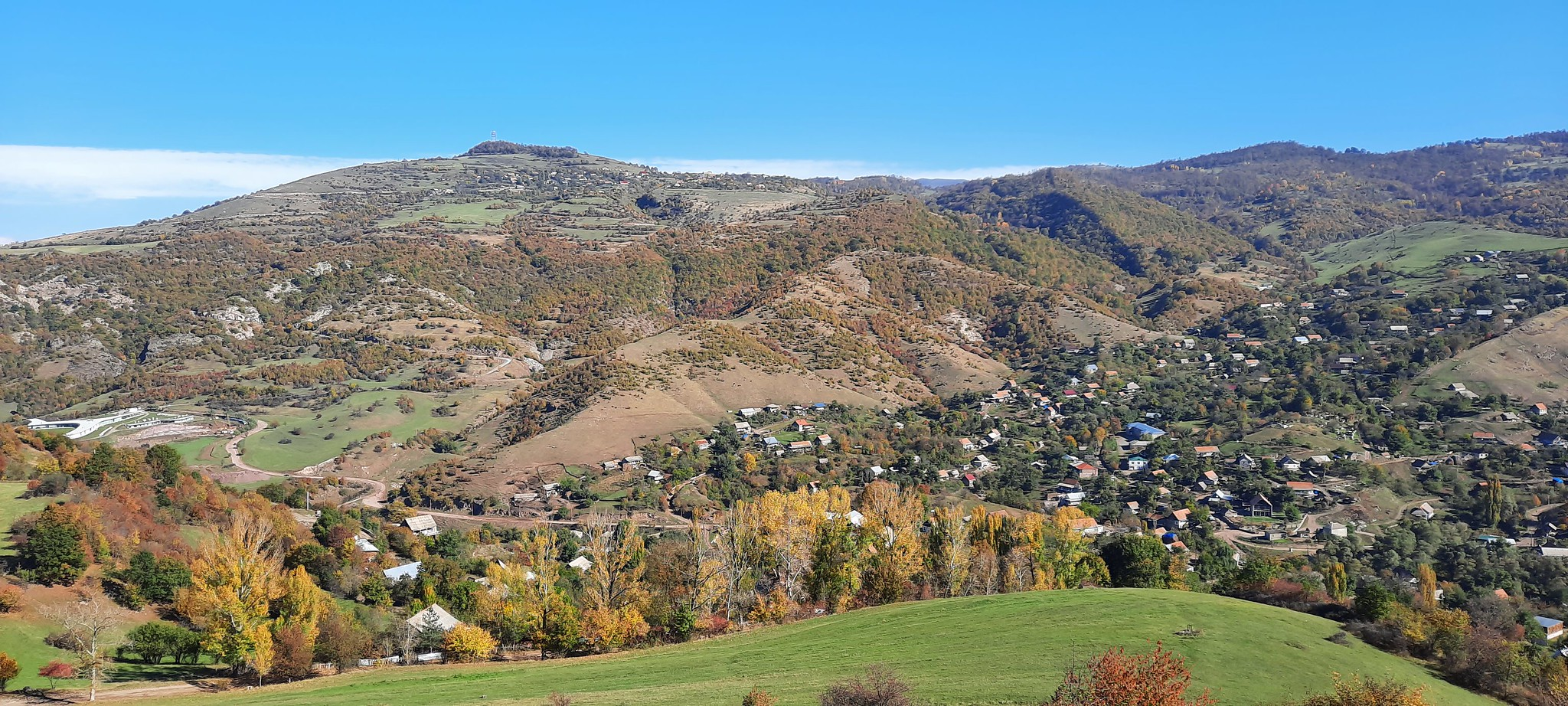
德贝特村，洛里
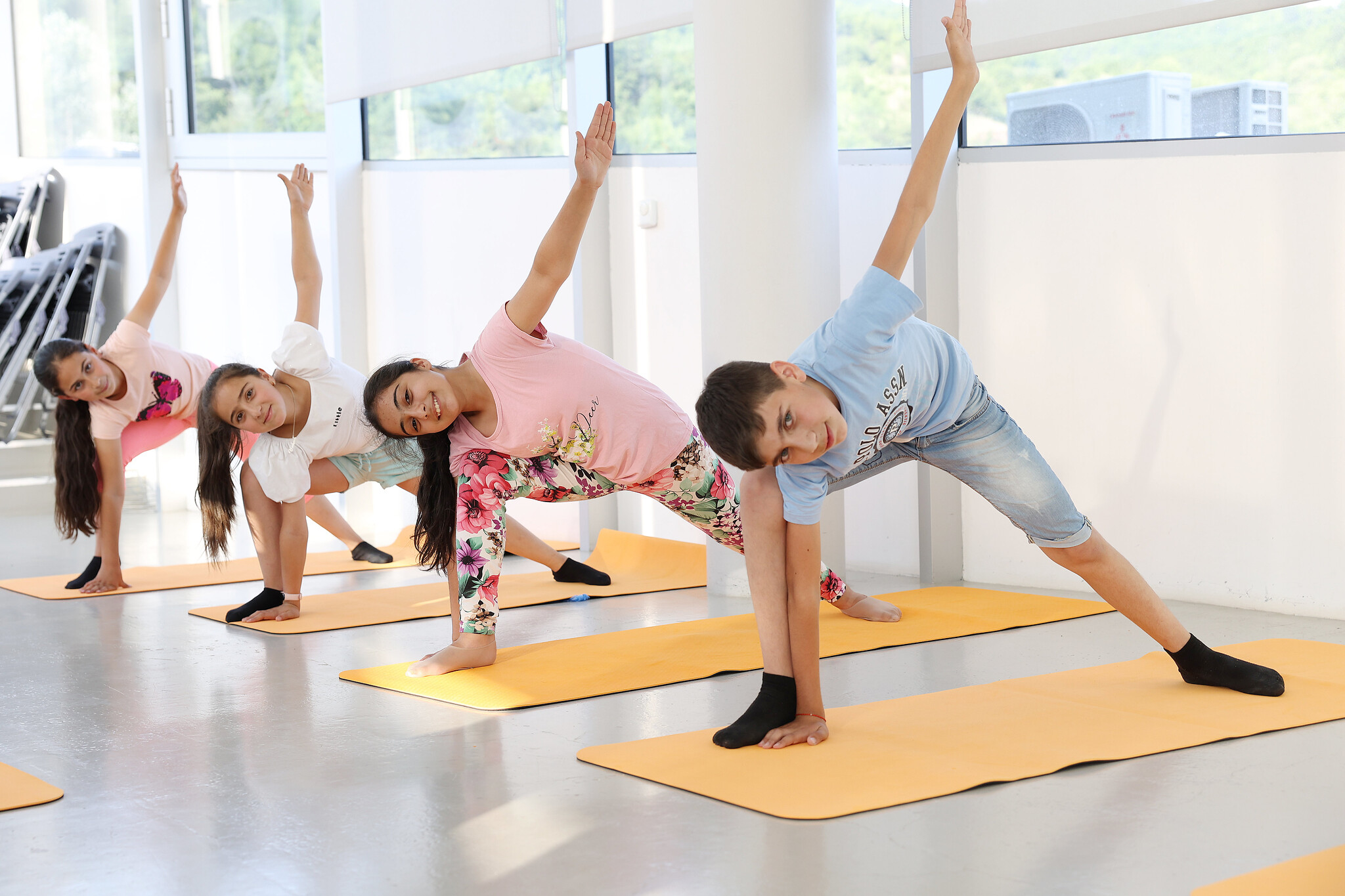
SMART 课程, 瑜伽
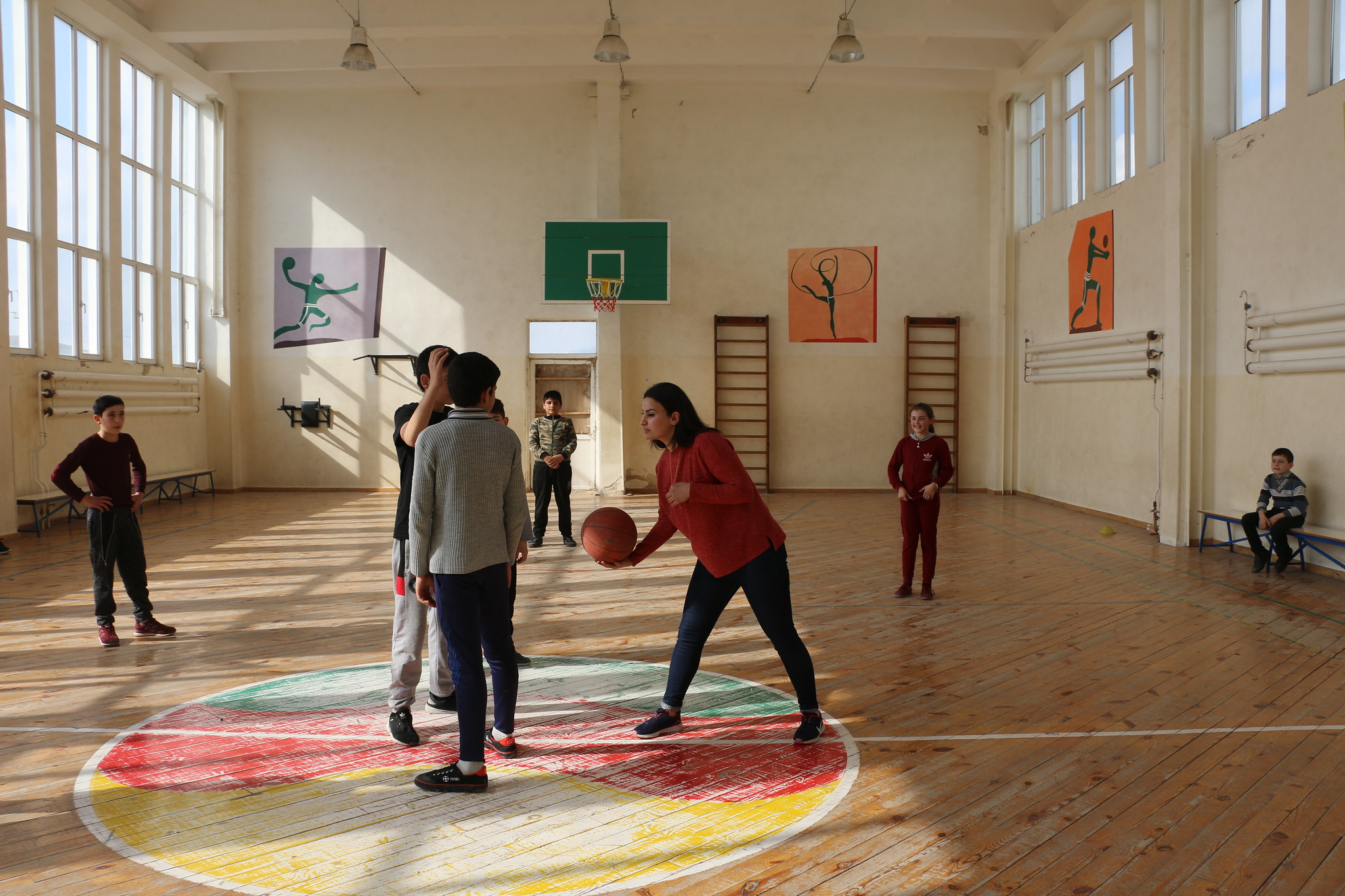
卡拉克特、阿尔马维尔的篮球课程
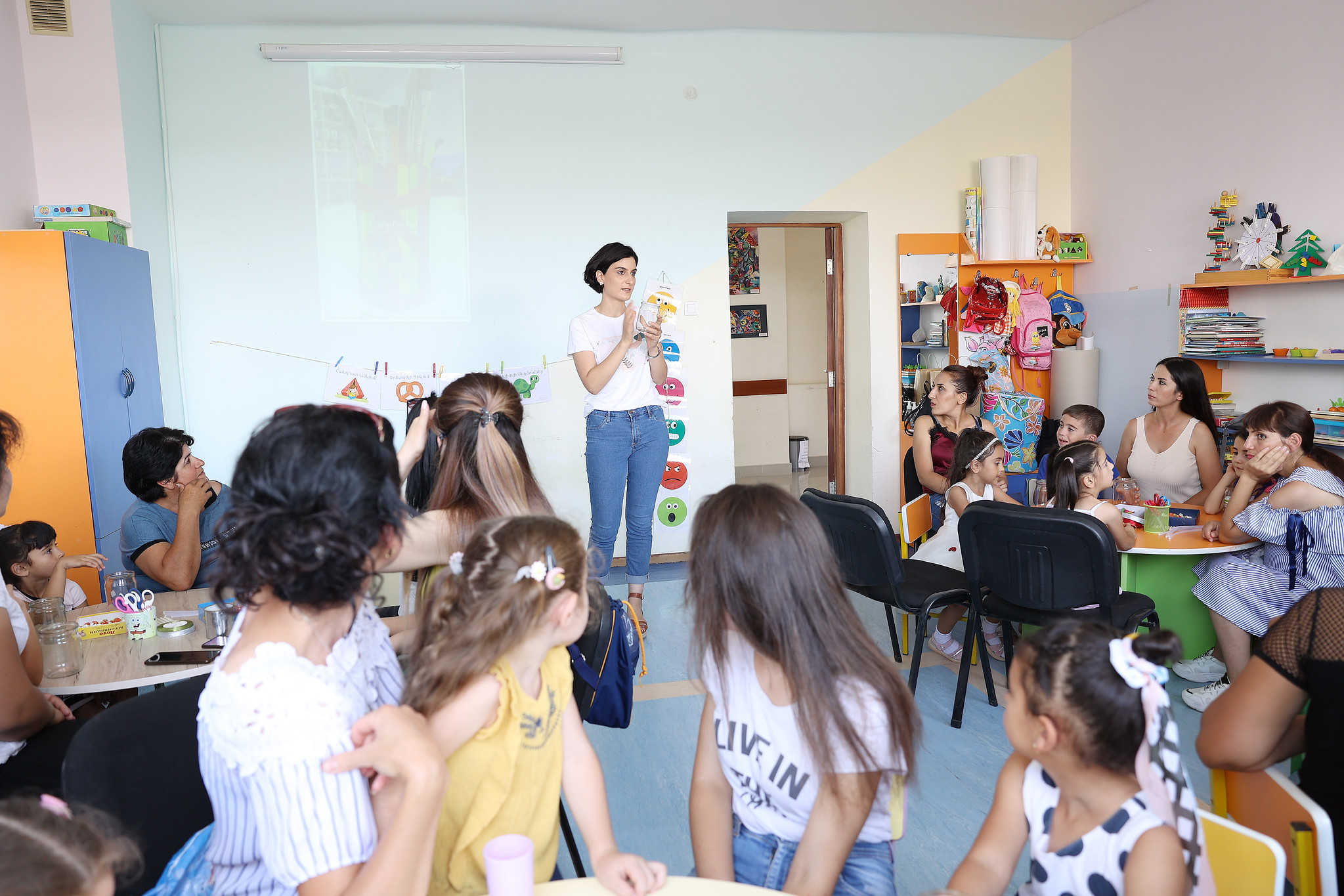
阿尔马维尔，米亚斯尼基扬（Myasnikyan）的COAF儿童发展项目
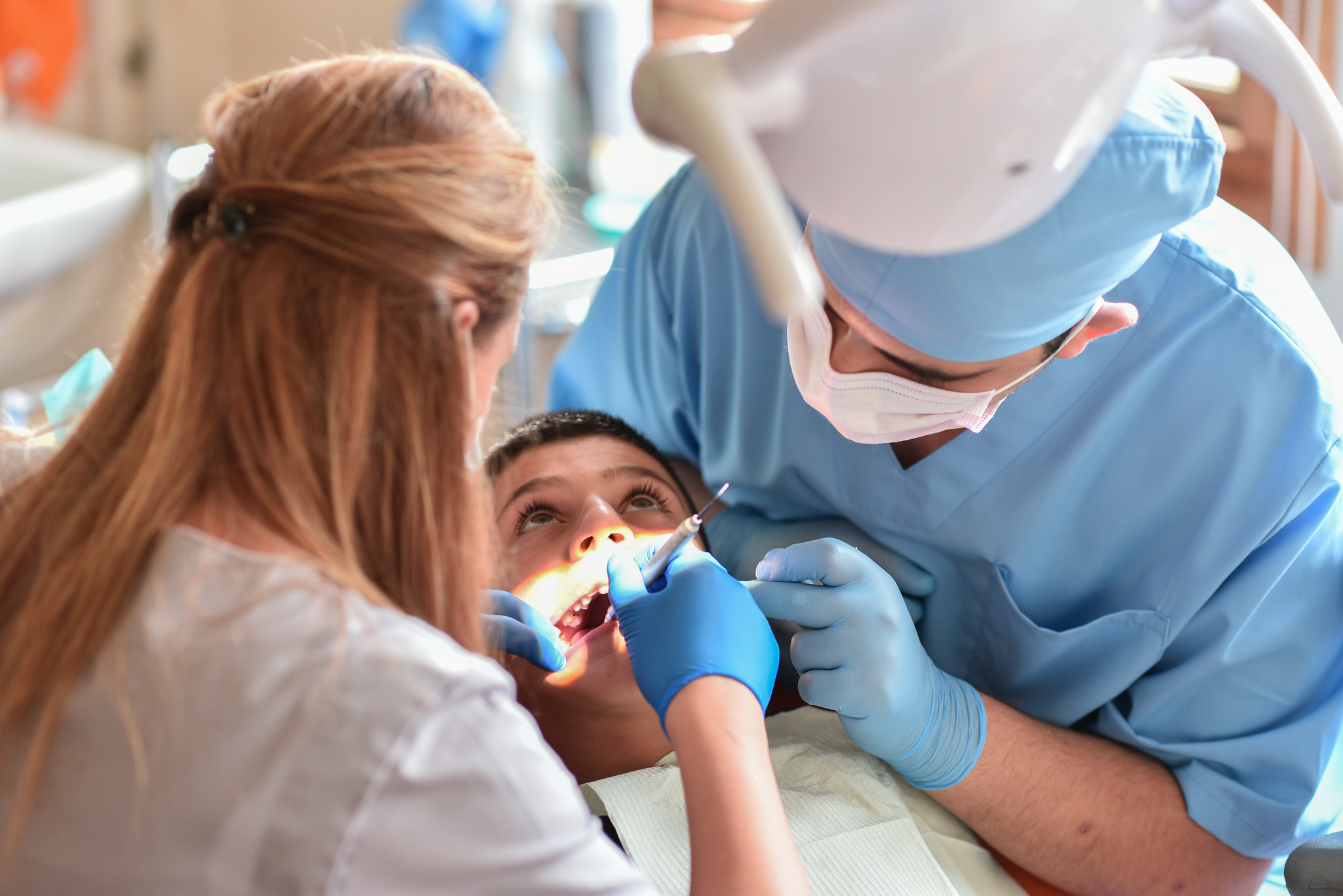
COAF医疗项目

## 结构
COAF将其活动分为两个部分：乡村计划和SMART计划。

### COAF乡村计划
乡村计划包括COAF在个人基础上向乡村和农村地区提供的一系列计划和服务，依靠以社区为基础的综合方法。在改善基础设施的同时，还包括实施教育、医疗、儿童和家庭服务以及经济发展计划，以加强农村社区。

#### 1. 教育
与乡村学校密切合作，COAF 教育计划将重点培养学生在学校内外的创造力、批判性思维、才能和潜力。这些计划以课外活动的形式实施。
对于3-5年级的儿童:
- 绘画
- 工程
- 柔道
- 篮球

公民教育计划由6至10年级的学生参加：
- 辩论俱乐部
- “Aflatun”社会金融教育

此外，COAF 与美国大使馆的合作伙伴关系使其能够提供:
- 一项微额奖学金计划，旨在位亚美尼亚村的青年提供英语课程，以便能够练习口语技能 并了解美国文化。
- 为学习新语言的资源有限或不存在的亚美尼亚偏远地区的语言学习者提供在线英语课程。

职业发展支持从面向 7-12 年级学生的专业指导计划开始。与此同时，还有奖学金、指导和实习，以及针对 COAF校友就业技能培训系列。

#### 2. 医疗
COAF 医疗计划旨在通过促进整个社区福祉计划来提高村庄初级医疗服务的质量。COAF的着重于通过促进从小学阶段到早期发现的健康行为来预防疾病。对该组织而言，医疗部门的能力建设包括对医疗行政部门和医务人员的实践培训以及振兴医疗设施。
在医疗服务方面，COAF通过以下方式实现乳腺癌、甲状腺癌和前列腺癌的早期发现：
- 临床检验
- 超声波检查
- 乳腺X光检查, 活检，和荷尔蒙检查

COAF改善村民口腔卫生的方法是通过预防措施。包括对儿童进行口腔卫生教育，牙齿氟化，通过在学校建立专门的刷牙站（Brushodromes）来确保定期刷牙活动，以及为一、二年级学生提供牙膏和牙刷。
在与亚美尼亚美国医疗专业人员组织（AAHPO）的合作下，COAF通过执行国际任务，他们每年都会组织对亚美尼亚的访问，在村庄里提供免费医疗援助。 COAF还与来自英国和加拿大的医生密切合作，他们对亚美尼亚的访问包括医生培训，为当地医生和护士提供新的方法和工具，以及为亚美尼亚村民提供健康检查和咨询。
在与世界粮食计划署的合作下，COAF已经完成了学校食堂的改造，并为整个五个地区近2,500名小学生提供了健康食品。

#### 3. 儿童和家挺服务
COAF通过言语治疗、心理援助、社会工作和 儿童发展 服务为有 学习困难的 孩子提供社会支持。
COAF的社会工作是在COAF的村庄里建立的。由于当地缺乏专业人员，COAF聘请专家在社区内进行培训和工作。这些社会工作者为农村社区的家庭和儿童提供个人和团体支持。他们在一对一和与整个社区合作的过程中，还发现了诸如欺凌、家庭暴力、人际关系和残疾人的障碍等问题。
COAF 的心理服务以各种身份与幼儿园、学校、家庭和村民合作。该组织强调，这一领域的专业教育在农村社区并不常见，因此他们确定可能的专家，由他们进行培训，并在合同期内提供指导、知识和专业监督。作为改变社区心态的工具，COAF 实施了一项名为戏剧治疗的新艺术治疗计划，该计划帮助孩子们敞开心扉，以创造性和建设性的方式表达自己，并包括残疾人。
儿童和家庭服务计划的另一个组成部分是建立儿童发展中心。这翻新过的设施为促进儿童早期发展提供了支持性环境。它们的特点是为儿童提供学习和娱乐区，并配备了玩具和活动，为儿童提供了自我表达渠道。

#### 4. 经济发展
COAF 宣布的目标之一是在亚美尼亚实现经济活力，向成年人和年轻人展示村庄内的机会和增长潜力。
COAF 提供的一些经济发展领域包括为当地企业提供无息贷款、为高中生提供创业培训以及安装灌溉水管道等。这些计划旨在为居民提供成功和创收所需的工具，促进公民与其社区之间的更深层次联系。

### SMART 倡议
COAF SMART 是一项集体和个人发展计划，是一种提高生活质量的创新方法。SMART 倡议是通过 COAF SMART 校园实施的，是一个区域中心，旨在为农村地区带来优质教育，同时作为一个旅游景点来振兴经济。
第一个也是迄今为止唯一的 SMART 校园位于亚美尼亚的洛里地区，靠考进德贝特村。它由COAF SMART中心和COAF概念酒店组成。COAF正致力于通过建造会议中心和 SMART 体育中心来扩大校园，这两者都有望推MICE （会议、奖励、大会、展览）旅游，并为当地经济作出贡献。SMART校园 占地 50 英亩，可供来自该地区的25万多人使用。

#### 1. COAF SMART 中心
位于洛里的 SMART 中心于2018 年 5 月 27 日开放，是一个技术先进的创新教育中心，孩子们可以在这里学习语言、计算机技能、机器人、媒体素养、设计、音乐、农业等。
SMART 的教育是免费提供的。村庄和 SMART 中心之间的交通由该组织提供。
该中心为当地青年提供课外课程和活动。他们不仅有机会参加常规课程，还可以参加节日、大师班、音乐会和演讲嘉宾培训。
在黎巴嫩・亚美尼亚人Paul Kaloustian是COAF SMART中心的建筑师。该建筑的设计是为了拥抱景观并与周围的自然环境和谐共存。

#### 2. COAF的概念酒店
COAF 的概念酒店是一家社会企业，紧邻SMART中心。它通过以下方式为当地经济增长做出贡献
1. 在酒店和旅游领域培训当地人。
2. 创造新的就业机会。
3. 吸引游客。

酒店于 2019 年开业，设有 12 间标准房和高级客房。建筑设计的灵感来自简约的工业风格。

#### 3. COAF游客中心
游客中心是一个旅游信息中心，位于从Vanadzor到Alaverdi(M6) 和Dsegh(H22)的道路交汇处，兼具教育和商业目的。它为游客提供必要的服务（自动取款机、支付终端、饮料、小吃、加油站、充电站等），同时还提供有关洛里地区，特别是 SMART中心的信息。

#### 4. COAF会议中心
会议中心是另一家社会企业，其利润将再投资于该组织的发展计划。该中心旨在促进游客和组织流向亚美尼亚洛里地区。目标是成为会议、专业培训、暑期学校和地方和国际组织交流项目的主要区域中心。它将设有 22 间酒店客房来接待客人。

#### 5. COAF SMART 体育中心
COAF SMART 体育中心 旨在促进洛里农村地区的健康生活方式。占地34,000 平方英尺的体育设施将为农村儿童提供广泛的室内和室外运动机会，包括奥林匹克规模的游泳池,、健身房、网球场、自行车道等。同时，SMART校园的新增项目标志着 COAF 的第三个社会企业，这意味着它将可用于体育赛事、企业度假、培训和会议。所有利润将捐赠给 COAF 的项目。

#### 6. COAF SMART 房间
在COAF SMART 中心开业之前，COAF 已经在村庄内推出了SMART 教室。这些教育室配有必要的设备和互联网连接，为当地人提供新的可能性。它有助于将社区之间以及世界联系起来。通过安装 SMART 房间，该组织旨在提供自我发展、医学、社会服务、计算机知识和媒体知识方面的教育。
这些房间位于洛里和塔武什地区，使人们能够在洛里地区出行困难的冬季继续接受教育。SMART教室不仅可供农村青年使用，也可供邻近社区使用。

#### 7. SMART 村
该组织发起了一项 SMART 村计划，旨在将亚美尼亚村转变为 SMART 社区。COAF 选择了洛里地区的德贝特村作为试点项目，该组织旨在实施能力建设、经济发展和基础设施项目，包括翻新乡村学校、幼儿园和市政大楼，以及修复道路和屋顶，并安装街道照明和高速互联网连接。.

## 筹款
每年 12 月，COAF都会在纽约市举办筹款晚会。朋友和慈善家齐聚一堂，庆祝一年来的成功，聆听来自亚美尼亚村的孩子们分享他们的个人故事，并了解 COAF 所产生的影响。一年一度的 COAF 晚会由慈善晚宴、音乐会、现场拍卖和无声拍卖组成。
每年，COAF 都会筹集数百万美元用于实施下一年的计划。
此外，COAF 与不同的公司和机构保持着密切的伙伴关系，例如亚美尼亚政府和美国政府、国际组织、银行和具有可持续企业社会责任（CSR）的当地公司。

## 组织结构
亚美尼亚儿童基金会有两个总部，一个在纽约市，另一个在亚美尼亚的埃里温。纽约办事处主要负责筹款、捐助方关系和一年一度的 COAF 晚会 活动。董事会也设在纽约。埃里温办事处负责实地考察、计划实施、新举措、影响监控、社区发展指导、政府关系、合作伙伴、专业培训和儿童赋权。
COAF 的总经理是 Liana Ghaltaghchyan。 COAF员工由140名雇员和200多名在亚美尼亚地区和村庄的承包商。